# Culex pavlovskyi
Culex pavlovskyi is een muggensoort uit de familie van de steekmuggen (Culicidae). De wetenschappelijke naam van de soort is voor het eerst geldig gepubliceerd in 1967 door Casal & García.